# Hjärtebok
Den så kallade Hjärtebok (på danska Hjertebog) är ett manuskript från 1500-talet som nu förvaras i Det Kongelige Bibliotek i Köpenhamn i Danmark. Det är en samling av 83 danska kärleksballader, samlade under 1550-talet vid hovet hos Kristian II. En underlighet med manuskriptet är att hela boken är hjärtformad, en av de tidigaste exemplen av en hjärtform som använts för att ge uttryck för romantisk kärlek.

### Fotnoter
1. 1 2  Hjertebogen. Danmark 1550’erne. Det Kongelige Bibliotek.
2. ↑  Timothy R. Tangherlini (2013). Danish Folktales, Legends, and Other Stories. sid. 16-.